# Litka
Litka is een plaats (község) en gemeente in het Hongaarse comitaat Borsod-Abaúj-Zemplén. Litka telt 69 inwoners (2001).